# Суховерково
Суховерково (рус. Суховерково) насељено је место са административним статусом варошице (рус. посёлок городского типа) на северозападу европског дела Руске Федерације. Налази се у јужном делу Тверске области и административно припада Калињинском рејону.
Према проценама националне статистичке службе, у вароши је 2014. живело свега 615 становника.

## Географија
Насеље је смештено на око 42 километара југозападно од града Твера, на југоистоку Калињинског рејона.

## Историја
Насеље Суховерково основано је 1955. године као радничко насеље везано за експлоатацију тресета у том подручју. Статус варошице носи од 1958. године.

## Демографија
Према подацима са пописа становништва 2010. у вароши је живело 670 становника, док је према проценама за 2014. ту живело 615 становника.
| 1939. | 1959. | 1970. | 1979. | 1989. | 2002. | 2010. | 2014. |
| ----- | ----- | ----- | ----- | ----- | ----- | ----- | ----- |
| ---   | 1,652 | 1,176 | 1,086 | 973   | 729   | 670   | 615*  |

Напомена: * према проценама националне статистичке службе.